# يواخيم لوف
يواخيم لوف (بالألمانية: Joachim Löw)، من مواليد 3 فبراير 1960 في شوناو إم شوارزوالد (الغابة السوداء)، كان المدرب لمنتخب ألمانيا لكرة القدم والذي قاده لتحقيق بطولة كأس العالم في البرازيل 2014، ولاعب كرة قدم سابق بمركز لاعب وسط.

## مسيرته في كأس العالم 2018
بعد انطلاق مونديال روسيا 2018 إتجهت الأنظار إلى ألمانيا نظرا لكونها المرشح الأبرز للفوز بهذه البطولة.
أولى المباريات كانت أمام المكسيك هذه المباراة شهدت خطة من يواكيم لوف في إشراك اللاعبين الشباب بالإضافة لعناصر الخبرة كهوملز وبواتينغ في حين كانت فرصة لإشراك تيمو فيرنر مهاجم لايبزيغ إلى أن هذه المباراة أنصفت كفة المكسيك بفوز بهدف نظيف
أما مباراته الثانية فكانت أمام متصدر المجموعة وهو
السويد حيت شهدت هذه المباراة تكتيكا مطابقا للمباراة الأولى غير أن السويد كانت السباقة للتسجيل قبل أن يعدل ماركو رويس في الدقيقة 41 ليختم طوني كروس في أخر أنفاس المباراة بهدف عن طريق ركلة تابتة وبعد ذلك إتجهت الأنظار إلى مباراة كوريا الجنوبية وفي هذه المباراة حدثت المفاجأة بإقصاءه وهزيمته المفاجأة بعد أن فرضت ضغوط كبيرة على ألمانيا حيث أنداك جمع 3 نقط فقط ولا تكفيه للتأهل فبادر للهجوم وغفل الأدوار الدفاعية إلى أن سجل الهدف الأول لكوريا الجنوبية قبل أن يقوم نوير بخطأ كلفه الهدف الثاني ليخرج من المونديال بثلاث نقط متذيلا الترتيب .

## مسيرته كلاعب
بدأ مسيرته الكروية في سنة 1978 مع فريق الدرجة الثانية نادي فرايبورغ. وعاد إلى النادي مرتين (1982، 1985). في سنة 1980 انضم لوف إلى نادي شتوتغارت في الدوري الألماني الممتاز، ولكنه واجه صعوبات في وضعه ولعب أربع مباريات فقط (ولم يسجل أهداف). في موسم 1981-1982 لعب لوف لنادي آينتراخت فرانكفورت (24 مباراة وسجل خمسة أهداف)، لكنه عاد إلى فرايبورغ في العام التالي.
في موسم 1982-1983 سجل 8 أهداف (من 34 مباراة)، وفي موسم 1983-1984 سجل 17 هدفا (من 31 مباراة) في دوري الدرجة الثانية الألماني.
بعد ذلك عاد إلى دوري الدرجة الأولى مع نادي كارلسروه، ولكنه مرة أخرى لم ينجح، وسجل هدفين فقط في 24 مباراة. ولاحقا عاد إلى ناديه فرايبورغ واستمر معهم أربع سنوات (لاعبا 116 مباراة ومسجلا 38 هدفا).
لوف اختتم مسيرته في سويسرا، حيث لعب لنادي اف سي شافهاوزن (1989-1992) ونادي فينترتور (1992-1994). ولعب لوف أربع مباريات مع منتخب ألمانيا لكرة القدم للشباب تحت 21 سنة.

## مسيرته في التدريب

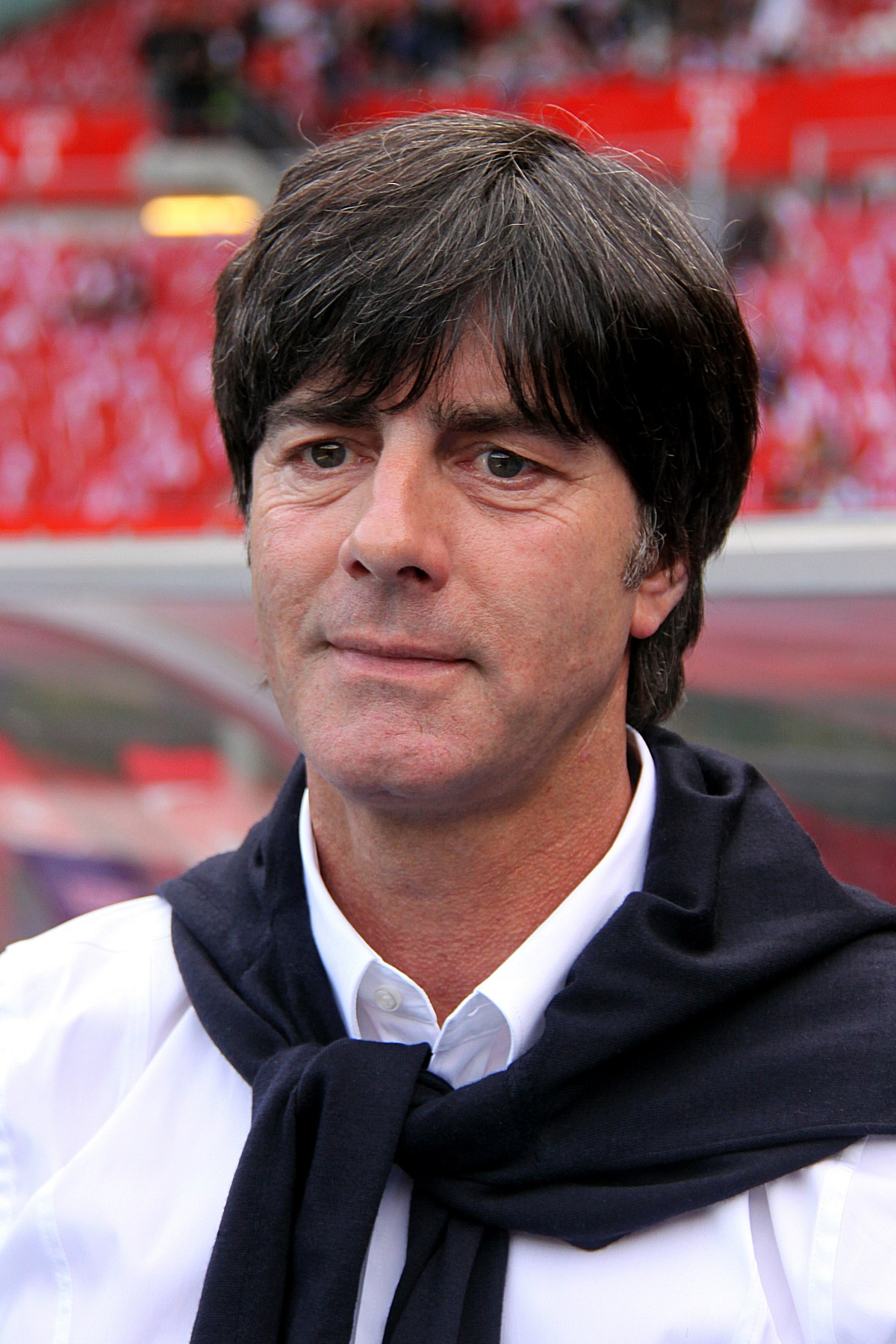
يواخيم لوف في 2011

### مدربا للأندية ومساعدًا لمدرب ألمانيا
بدأ لوف مشواره التدريبي كمدرب لفئة الشباب بنادي فينترتور وهو لا يزال لاعب كرة قدم حينها. وفي موسم 1994-1995 كان يدرب نادي فرانينفولد.
وصار في موسم 1995-1996 مساعدا لرولف فرينجر مدرب نادي شتوتغارت ونظرا لأن فرينجر قد اتيحت له الفرصة ليصبح مدرب منتخب سويسرا لكرة القدم أصبح بعدها لوف مدرب للنادي بالنيابة عنه ومن ثم أصبح المدرب الأول لنادي شتوتغارت. ومع ما يسمى بالمثلث السحري المتألف من اللاعبين بالاكوف، جيوفاني ايلبير وفريدي بوبيتش لعب الفريق موسما ناجحا وفاز بالكأس الوطنية للعبة (كأس ألمانيا). وفي السنة التالية وصل الفريق إلى نهائي بطولة كأس الاتحاد الأوروبي للأندية أبطال الكؤوس، ولكنه خسر 0-1 أمام نادي تشيلسي واحتل المركز الرابع في الدوري الألماني. وترك لوف نادي شتوتغارت في يوليو 1998 وانضم إلى نادي فنربخشه التركي.
وفي أكتوبر 1999 أصبح لوف مدربا لنادي كارلسروهه، ولكنه لم يستطع تفادي الهبوط إلى الدرجة الثالثة فجرى رفضه.
ومن ديسمبر 2000 إلى مارس 2001 عاد إلى تركيا كمدرب لنادي أداناسبور، لكنه رفض مرة أخرى بسبب النتائج السيئة. وفي أكتوبر سنة 2001 أصبح لوف مدربا لنادي تيرول انسبروك النمساوي، وقاد الفريق للفوز بالدوري النمساوي في سنة 2002 وفي العام نفسه أعلن النادي افلاسه وتمت تصفيته. ومرة أخرى وجد لوف نفسه عاطلا عن العمل. وظيفته المقبلة كانت مع أوستريا فيينا (يونيو 2003—مارس 2004) قبل أن يصبح لوف على نحو مذهل المدرب المساعد لألمانيا وذلك تحت يورغن كلينسمان في أغسطس 2004. كلينسمان ولوف قد التقيا قبلها بعدة سنوات في مدرسة تدريب، وكان إلحاح كلينسمان وراء مناداة لوف وتعيينه للخدمة معه. جاء كلينسمان بفلسفة هجومية جديدة واستعان بلوف كخبير تكتيكي موهوب لتطبيق أفكاره. وشكلت شخصية كلينسمان الكاريزمية والمؤثرة للغاية وتكتيكاته الذكية إلى جانب محبة يواخيم لوف فريقا قويا، وصل إلى الدور نصف النهائي في بطولة كأس القارات قبل أن يخسر أمام البرازيل 3-2 في أفضل مباراة من مباريات البطولة. وهزمت ألمانيا بعدها المكسيك 4-3 بعد وقت إضافي في مباراة تحديد المركز الثالث. وعندما افتتحت ألمانيا بطولة كأس العالم لكرة القدم 2006 في 9 يونيو لعبت ضد كوستاريكا في ميونيخ بتكتيكات جديدة جاء بها كلينسمان ولوف لتقدم ألمانيا عرضا مثير للغاية في مباراة فازت فيها 4-2. ومع الحظ ولكن عن جدارة واستحقاق فازت ألمانيا على بولندا 1-0 وتبعته بالفوز على الإكوادور 3-0. واكتسحت بعدها ألمانيا موجة من الأمل إلى جانب الجماهير في كأس العالم، لم يسبق لها مثيل من قبل. فاجتاحت السويد في دور ال 16 بأداء رائع بهدفين سجلهما لوكاس بودولسكي، تلى ذلك معركة شاقة مع الأرجنتين. خرجت منها ألمانيا منتصرة بركلات الترجيح بعد انتهاء الوقت الإضافي بالتعادل 1-1.
وفي مباراة نصف النهائي مع إيطاليا التي يعدها البعض أفضل مباراة في البطولة. سقطت ألمانيا المستضيفة أمام خبرة إيطاليا لتنهزم 2-0 في الوقت الإضافي بعد أن وصلت المباراة إلى الدقيقة 119 وكانت النتيجة 0-0 في الوقت الأصلي.
وعلى أي حال، ساعد الجمهور كلينسمان ولوف بالعودة إلى الأداء الرائع ضد البرتغال في مباراة تحديد المركز الثالث وفازوا 3-1 في مباراة سجل فيها باستيان شفاينشتايجر هدفين. فأعطى هذا النجاح إلى كلينسمان خصوصا ولوف منزلة المبدعين في ألمانيا.

### مدربا لألمانيا

#### كأس الأمم الأوروبية 2008
في 12 يوليو 2006، وفي أعقاب قرار يورغن كلينسمان عدم تجديد عقده، تم تعين يواخيم لوف مدربا جديدا لمنتخب ألمانيا. لوف نال عقد لمدة عامين، وأعلن أنه يريد أن يستمر في الفلسفة التي وضعاها هو وكلينسمان. وأعلن أن هدفه هو الفوز بيورو 2008. وكانت أول مباراة في مهمته هي مباراة ودية ضد السويد في غيلسنكيرشن في 16 أغسطس 2006 ونجح بالفوز 3-0 بهدفين من توقيع ميروسلاف كلوزه و هدف بواسطة بيرند شنايدر. ومع الفوز على جمهورية إيرلندا وسان مارينو أصبحت لدى لوف بداية ناجحة أيضا في التصفيات المؤهلة لنهائيات يورو 2008. وفي يوم السبت 7 أكتوبر 2008 فاز العفاريت الألمان 2-0 على جورجيا في أوستسيستاديون في روستوك، وكان هذا النجاح الرابع على التوالي ليواخيم لوف وفريقه، فكان في الواقع أفضل بداية لمدرب جديد للمنتخب الوطني الألماني على الإطلاق. ومدد الفريق هذا الرقم القياسي بتحقيق الانتصار الخامس في التحدي المقبل، وذلك في تصفيات يورو 2008 ضد سلوفاكيا في براتيسلافا يوم الأربعاء 11 أكتوبر بفوز فعال 4-1. وكان هدف هجوم السلوفاك هو الهدف الأول في شباك ألمانيا تحت قيادة يواخيم لوف بعد ما مجموعه 418 دقيقة لعب احتفظ فيها الألمان بنظافة شباكهم. المباراة التالية شهدت نهاية الرقم القياسي الرائع ليواخيم لوف، ففي 15 نوفمبر وفي مباراة لتصفيات يورو 2008 ضد قبرص في نيقوسيا جاءت النتيجة المخيبة للآمال بانتهاء المباراة بالتعادل 1-1. وفي مباراة ودية في 7 فبراير 2007 في دوسلدورف، فازت ألمانيا على سويسرا 3-1. وفازت ألمانيا خارج أرضها يوم 24 مارس 2007، على جمهورية التشيك 2-1 (وكانت أقوى المنافسين لها في تصفيات يورو 2008 بالمجموعة الرابعة). بعد الفوز على تشيكيا، انتهت سلسلة الانتصارات في 28 مارس 2007، حيث قام يواخيم لوف باستخدام تشكيلة تجريبية ضد الدنمارك فخسر فريقه 0-1. بعد هذه المباراة فازوا على سان مارينو 6-0، وعلى سلوفاكيا 2-1 في تصفيات يورو 2008 وفازوا على إنجلترا أيضا 2-1 على ملعب ويمبلي الجديد وفازوا على ويلز 2-0. هذه النتيجة تعني أن لوف بعد مباراة ويلز قد بلغت انتصاراته 11 فوزا، وخسارة واحدة، وتعادل واحد من 13 مباراة سجل فيها فريقه 41 هدف ودخل مرماه 6 أهداف.
وفي يورو 2008، كانت ألمانيا واحدة من أبرز المرشحات للمنافسة وفازت على بولندا 2-0 في مباراتها الأولى، بهدفين من لوكاس بودولسكي. وفي المباراة الثانية، تعرضوا للهزيمة من كرواتيا 2-1. وفي آخر مباريات المجموعة أمام النمسا، طُرد يواخيم لوف إلى المدرجات من قبل الحكم مانويل انريكه ميخوتو غونزاليز وذلك جنبا إلى جنب مع نظيره المدرب النمساوي جوزيف هيكرسبيرغر بسبب جدالهما مع الحكم الرابع. بعد طرده، شوهد لوف وهو يتبادل الحديث مع أنغيلا ميركل، مستشارة ألمانيا، حول حادثة الطرد. وفازت ألمانيا بالمباراة 1-0 وتأهلت إلى الدور ربع النهائي من البطولة. وعلى الرغم من أن لوف اضطر أن يقف لمتابعة فريقه من المدرجات بسبب الطرد، إلا أن المنتخب الألماني هزم البرتغال 3-2. وفي مباراة مثيرة للغاية ضد تركيا في الدور نصف النهائي فازت ألمانيا 3-2. ثم خسرت 0-1 من أسبانيا في نهائي بطولة الأمم الأوروبية في 29 يونيو 2008.

#### كأس العالم 2010
ثم تلى ذلك مرحلة التصفيات المؤهلة لبطولة كأس العالم لكرة القدم 2010 و فيها واجه لوف منافسة شرسة من المنتخب الروسي تحت إمرة المدرب الهولندي جوس هيدنيك. و استطاع لوف بتكتيك معدل من تخطي المنتخب الروسي وهزيمته في عقر داره بموسكو. و تأهلت ألمانيا بجدارة لفاعليات كأس العالم 2010 بجنوب أفريقيا.
و قبل التوجه لجنوب أفريقيا واجه لوف مجموعة من المطبات، منها انخفاض مستوى كلوزة وبودولسكي هدافي المنتخب ووجود كلوزة بشكل مكرر على مقاعد البدلاء مع فريق بايرن ميونيخ، لكن لوف قرر ضمهما للمنتخب مفضلا كليهما على كوراني هداف البوندسليغا على الرغم من الانتقادات الواسعة. ثم ظهرت مشكلة تغيير مراكز العديد من لاعبي المنتخب مع أنديتهم مثل شفاينشتايجر ولام وفريدريش. كما جاءت إصابة بالاك قائد المنتخب لالماني لتحرم لوف من مجهودات اللاعب الفذ ونجم الفريق. ثم تلتها إصابة فيسترمان ورولفيس لاعبي وسط الارتكاز وابتعاد هتسلسبيرجر عن التشكيلة الأساسية بما يعني نقص اللاعبين الأساسيين في هذا المركز، بالإضافة لمشكلة حراسة المرمى نظرا لإصابة أدلر الحارس الأساسي ووفاة إنكه من قبله. و هكذا تأزمت قائمة المنتخب الرئيسية ولكن لوف وثق بمجموعة من اللاعبين الشباب من أمثال أوزيل، مولر، خضيرة، نوير، بواتينج وكروس وضمهم للمنتخب الأول ولينخفض متوسط أعمار الفريق الألماني بشكل مقلق لـ 24 سنة وهو أقل معدل سني لمنتخب ألمانيا في كأس العالم على الإطلاق.
أوقعت القرعة لوف في مجموعة ليست صعبة ضمت منتخبات الصرب وغانا وأستراليا. و أستطاع لوف الوصول بالمنتخب الألماني للدور الثاني بعد أداء مقنع نسبيا متصدرا المجموعة في نفس الوقت الذي فشلت فيه منتخبات إيطاليا حامل اللقب وفرنسا الوصيف. وفي دور الستة عشر واجه فريق لوف الشاب منتخب إنجلترا المدجج بالنجوم يقودهم المدرب الأسطوري فابيو كابيللو. و برهن لوف على حنكته بعد إسقاط الفريق الإنجليزي 4-1 في أداء خططي مبهر ثم تلا ذلك باكتساح الأرجنتين بأربعة أهداف أخرى نظيفة في دور الربع النهائي مؤكدا على براعة تدريبية هائلة وبعد نظر شديد.

## إنجازاته (كمدرب)
- نادي شتوتغارت:

كأس ألمانيا في سنة 1997
الوصول إلى نهائي كأس الاتحاد الأوروبي للأندية أبطال الكؤوس سنة 1998
- نادي فاكر انسبروك لكرة القدم:

بطولة النمسا في 2002
- منتخب ألمانيا لكرة القدم:

المركز الثالث في كأس القارات 2005 (كمساعد مدرب ليورغن كلينسمان)
المركز الثالث في بطولة كأس العالم لكرة القدم 2006 (كمساعد مدرب ليورغن كلينسمان)
وصيف بطولة كأس الأمم الأوروبية 2008 في النمسا وسويسرا.
المركز الثالث كأس العالم 2010 في جنوب أفريقيا
بطولة كاس العالم 2014 في البرازيل.
بطولة كاس القارات 2017 في روسيا.

## روابط خارجية
- يواخيم لوف على موقع IMDb (الإنجليزية)
- يواخيم لوف على موقع قاعدة بيانات الفيلم (الإنجليزية)
- يواخيم لوف على موقع الاتحاد الأوربي (الإنجليزية)
- يواخيم لوف على موقع قاعدة بيانات كرة القدم.إي يو (الإنجليزية)
- يواخيم لوف على موقع بيانات كرة القدم. دي إي (الألمانية)
- يواخيم لوف على موقع ناشيونال فوتبول تيمز (الإنجليزية)
- يواخيم لوف على موقع Soccerbase.com (مدرب) (الإنجليزية)
- يواخيم لوف على موقع عالم كرة القدم.نت (الإنجليزية)